# Луїс Ваес де Торрес
Луїс Вас де Торрес (ісп. Luis Váez de Torres; 1560—1614) — іспанський мореплавець.
Про раннє життя дослідника, як і про місце його народження, нічого невідомо. Перша згадка в історичних документах сягає 1605 року, коли Торрес як командир одного з трьох кораблів експедиції Педро Фернандеса де Кіроса, а саме «Сан-Педро» вирушив на пошуки «Південної землі» (Австралії). Кораблі вийшли з перуанського міста Кальяо в грудні 1605, а в травні 1606 вони досягли островів, які Кірос назвав «Austrialia de Espiritu Santo» (зараз Нові Гебриди). Під час плавання кораблі Кіроса і Торреса розійшлися. Після марних спроб Луїса Ваеса знайти уламки корабля Кіроса, мореплавець разом з командиром третього корабля експедиції вирішив продовжити морське плавання. Тоді було відкрито південне узбережжя острова Нова Гвінея, а також протоку, що відокремлює цей острів від Австралії. 27 жовтня 1606 Торрес досяг західного краю Нової Гвінеї, а 22 травня прибув до Маніли, де, ймовірно, провів залишок свого життя.
На честь цього іспанського мореплавця названі деякі географічні об'єкти: Торресова протока (протока між Австралією і Новою Гвінеєю, яка названа на честь мореплавця в 1769 році), Острови Торресової протоки (група островів в цій протоці), острови Торрес (група островів у північній частині архіпелагу Нові Гебриди).